# Посёлок 3-го отделения совхоза «Победа»
Посёлок 3-го отделе́ния совхо́за «Побе́да» — посёлок в Острогожском районе Воронежской области.
Входит в состав Гниловского сельского поселения.

## Население
| 2000 | 2005 | 2010 |
| ---- | ---- | ---- |
| 755  | ↘633 | ↗647 |

## Улицы
| - ул. Дорожная, - ул. Зелёная, - ул. Интернациональная, - ул. Пролетарская, | - ул. Свободы, - ул. Совхозная, - ул. Строительная, - ул. Химиков. |

## Инфраструктура
В посёлке работает детский сад «Солнышко».

## Достопримечательности
Установлен обелиск погибшим воинам в годы Великой Отечественной войны.